# مالک‌آباد (کوهرنگ)
مالک‌آباد روستایی است در شهرستان کوهرنگ، بخش چلگرد.چهارمحال و بختیاری

مالک آباد یکی از زیبا ترین روستاهای بخش دوآب صمصامی است که اغلب مردم آن باغ‌دار زمین دار و دامدار هستند
این روستا جایگاه طایفه بزرگ قندعلی از ایل دورکی است.